# Markwart Michler
Markwart Waldemar Michler (* 30. April 1923 in Breslau; † 16. April 2001 in Bad Brückenau) war ein deutscher Medizinhistoriker, der von 1965 bis 1973 an der Justus-Liebig-Universität Gießen wirkte.

## Leben und Werk
Markwart Michler war der Sohn des Klassischen Philologen Waldemar Michler und der Leonie Frieda geb. Olleck. Sein Vater war Studienrat am Elisabet-Gymnasium in Breslau.
Markwart Michler studierte ab 1942 Medizin an der Universität Breslau. 1944 wurde er zum Frontdienst im Zweiten Weltkrieg herangezogen und musste sein Studium unterbrechen. Nach seiner Rückkehr aus der Gefangenschaft setzte er sein Studium von 1946 bis 1949 an der Humboldt-Universität zu Berlin fort. Anschließend arbeitete er als Assistenzarzt am Städtischen Krankenhaus in Berlin-Neukölln (1950–1951), am Auguste-Viktoria-Krankenhaus in Berlin-Schöneberg (1951–1956) und am Evangelischen Waldkrankenhaus in Berlin-Spandau. Während dieser Zeit qualifizierte er sich in den Bereichen Chirurgie (1957) und Orthopädie (1958) und schloss seine Dissertation ab, mit der er an der Freien Universität Berlin am 10. Juni 1958 zum Dr. med. promoviert wurde.
Nach der Promotion und der Facharztprüfung war Michler von 1958 bis 1961 leitender Physiotherapeut in der orthopädischen Abteilung des Waldkrankenhauses. Sein Interesse an der Geschichte der Medizin veranlasste ihn schließlich, die klinische Arbeit aufzugeben und 1961 eine Assistentenstelle an der Universität Bonn anzunehmen. Von dort wechselte er 1964 als Dozent an das Institut für Medizingeschichte der Universität Hamburg und habilitierte sich dort 1965. 
1965 folgte er einem Ruf an die Justus-Liebig-Universität Gießen und übernahm dort den neu eingerichteten Lehrstuhl für Medizingeschichte. Zusammen mit seinem damaligen Assistenten Jost Benedum leitete er das Institut für Medizingeschichte und verfasste die als „Michler-Benedum“ bekannte Einführung in die medizinische Fachsprache, die mehrmals nachgedruckt wurde.
Aus gesundheitlichen Gründen trat Michler 1973 in den Ruhestand (sein Lehrstuhlnachfolger wurde Jost Benedum). Er zog mit seiner Frau in den Kurort Bad Brückenau, wo er noch von 1974 bis 1990 als Orthopäde und Kurarzt praktizierte. Seine wissenschaftliche Arbeit setzte er fort, solange seine Gesundheit es ihm gestattete. Seine Privatbibliothek vermachte er der Europa-Universität Viadrina in Frankfurt (Oder).
Michlers Forschungsarbeit galt der historischen Entwicklung der Medizin vom griechisch-römischen Altertum bis ins 19. Jahrhundert. Entsprechend seiner humanistischen Bildung arbeitete Michler interdisziplinär, indem er Methoden der Natur-, Geschichts- und Sprachwissenschaft miteinander verband. Er veröffentlichte zahlreiche Monografien, Aufsätze und Artikel zu verschiedenen Themen, unter denen seine eigenen Schwerpunkte (Orthopädie und Chirurgie) besonders hervortraten. Er arbeitete auch an enzyklopädischen Nachschlagewerken mit, so an der Neuen Deutschen Biographie, an Paulys Realencyklopädie der classischen Altertumswissenschaft (RE) und an der Enzyklopädie Medizingeschichte.

## Veröffentlichungen (Auswahl)
- Die Leibesübungen in der griechischen Heilkunde. Eine Untersuchung über ihren Einfluß auf die Entwicklung der wissenschaftlichen Medizin und deren Therapie in geschichtlicher Darstellung von den Anfängen bis zur Alexandrinerzeit. Berlin-Dahlem 1958 (Medizinische Dissertation, Freie Universität Berlin).
- Das Problem der westgriechischen Heilkunde. Eine Überprüfung der bisherigen Hypothesen. In: Sudhoffs Archiv für Geschichte der Medizin und der Naturwissenschaften. Band 46, 1962, S. 137–152.
- Die Klumpfußlehre der Hippokratiker. Eine Untersuchung von De articulis cap. 62 mit Übersetzung des Textes und des galenischen Kommentars. Steiner, Stuttgart 1963 (= Sudhoffs Archiv für Geschichte der Medizin und der Naturwissenschaften. Beiheft 2), ISBN 3-515-00285-5.
- Vom Ursprung des Desaultverbandes. In: Gesnerus. Band 20, 1963, S. 153–164.
- Giovanni Battista Morgagni: Sitz und Ursachen der Krankheiten, aufgespürt durch die Kunst der Anatomie (Venedig 1761). Ausgewählt, übertragen, eingeleitet und mit Erklärungen versehen von Markwart Michler. Bern / Stuttgart 1967 (= Hubers Klassike der Medizin und der Naturwissenschaften. Band 10).
- Die hellenistische Chirurgie. Teil 1: Die alexandrinischen Chirurgen. Eine Sammlung unnd Auswertung ihrer Fragmente. Wiesbaden 1968 (Habilitationsschrift, Universität Hamburg; mehr nicht erschienen).
- Das Spezialisierungsproblem und die antike Chirurgie. Bern / Stuttgart / Wien 1969.
- mit Jost Benedum: Einführung in die medizinische Fachsprache. Medizinische Terminologie für Mediziner und Zahnmediziner auf der Grundlage des Lateinischen und Griechischen. Berlin / Heidelberg / New York 1972; 2., korrigierte Auflage ebenda 1981, ISBN 978-3-540-10667-8.
- Die Hand als Werkzeug des Arztes. Eine kurze Geschichte der Palpation von den Anfängen bis zur Gegenwart. Wiesbaden 1972 (= Beiträge zur Geschichte der Wissenschaft und der Technik 12)
- mit Jost Benedum: Das Siegel der Medizinischen Fakultät Gießen. Gießen 1982 (= Berichte und Arbeiten aus der Universitätsbibliothek Gießen 35).
- Melchior Adam Weikard (1742–1803) und sein Weg in den Brownianismus: Medizin zwischen Aufklärung und Romantik. Eine medizinhistorische Biographie. Leipzig 1995 (= Acta historica Leopoldina. 24). ISBN 978-3-335-00452-3.
- Inge Michler (Hrsg.): Westgriechische Heilkunde. Eine Skizze. Mit dem Schriftenverzeichnis von Markwart Michler. Würzburg 2003 (= Würzburger medizinhistorische Forschungen. Band 82). ISBN 978-3-8260-2797-0.